# Oceanario de Sochi

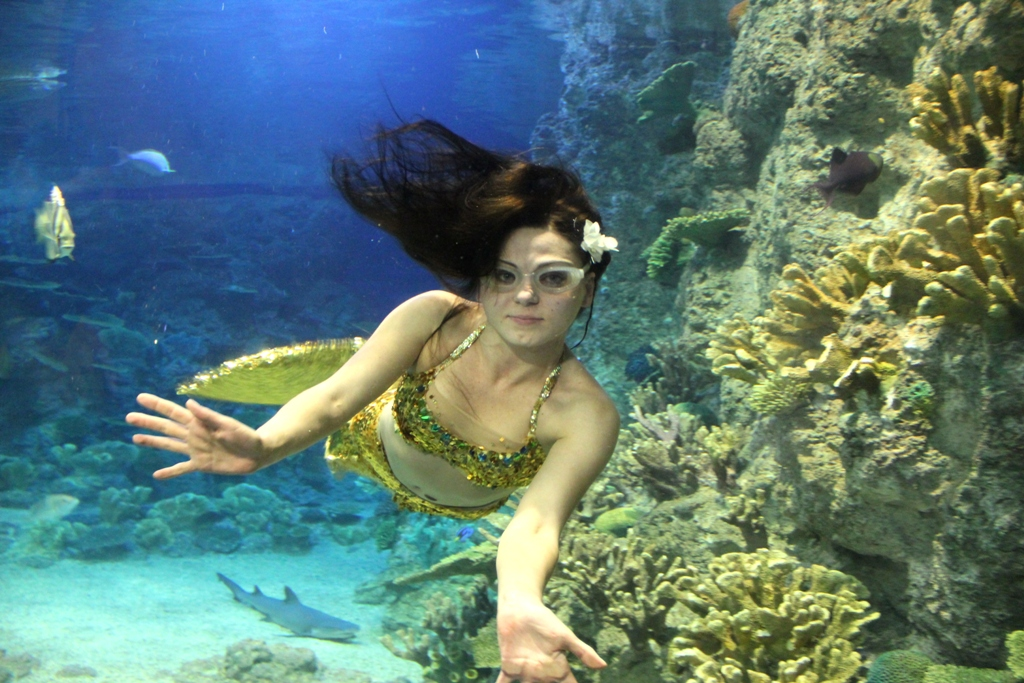
Rusalka en el oceanario.

El Oceanario de Sochi (del ruso: Сочинский океанариум), Oceanario de Ádler (Адлерский океанариум) o Sochi Discovery World Aquarium es un oceanario en el mikroraión Kurortni Gorod en la calle Lenin 219 A/4 del distrito de Ádler de la ciudad de Sochi,en el krai de Krasnodar del sur de Rusia. Es el más grande de Rusia y uno de los mayores del mundo.

## Características
La exposición del oceanario no tiene análogo en Rusia. En 6 000 m² se hallan 30 acuarios que representan a unas cuatro mil especies de más de doscientos hábitats marinos en un volumen total de 5 millones de litros de agua. 

## Historia
Fue inaugurado el 26 de diciembre de 2009.